# 레드라인 (정치)
레드라인(Red Line)은 대한민국과 미합중국의 대(對)조선민주주의인민공화국 정책과 관련한 용어이다. 이는 대한민국과 미합중국의 대(對)조선민주주의인민공화국 정책에서 현재의 포용정책이 실패할 경우 봉쇄정책으로 전환하는 일종의 한계선을 말한다.
이 개념은 미합중국의 조정관인 윌리엄 제임스 페리가 '포괄적 접근방안 추진'이라는 1단계 대 조선민주주의인민공화국 정책에 실패하는 경우 '압박전술 전개'라는 2단계로 넘어가는 과정을 명확히 할 필요가 있다는 판단에서 제시한 것이다.
대한민국과 미합중국 양국은 이 기준에 시간 개념을 도입하지 않고, 조선민주주의인민공화국의 행위를 기준으로 판단하자는 데 합의하고 조선민주주의인민공화국의 행동에 대한 목록을 마련하였다.